# Lintneria merops
Lintneria merops là một loài bướm đêm thuộc họ Sphingidae.

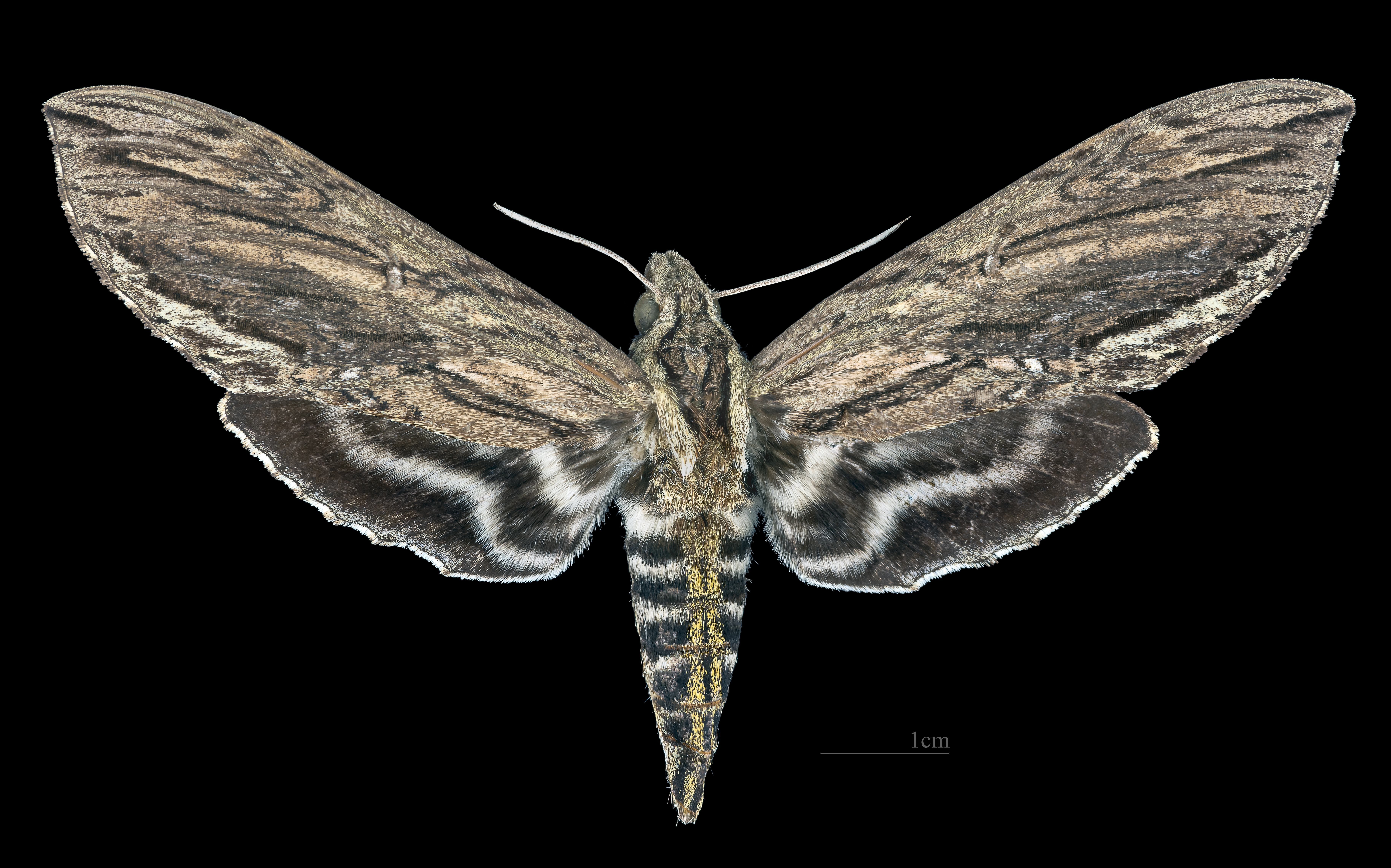
Lintneria merops  ♀
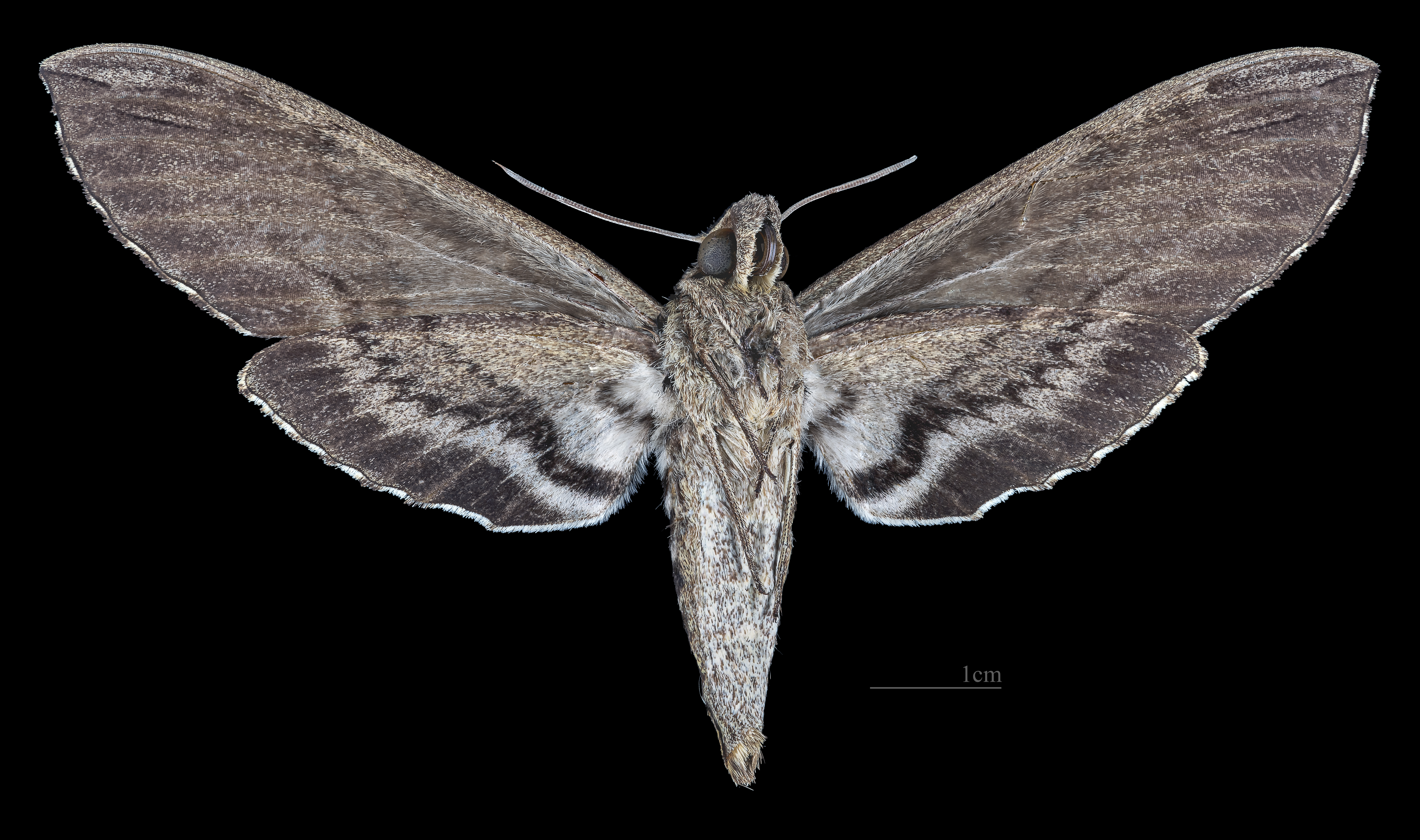
Lintneria merops  ♀ △